# Tokihiko Higuchi
Tokihiko Higuchi (jap. 樋口 時彦 Higuchi Tokihiko; ur. 10 czerwca 1941) – japoński siatkarz, medalista igrzysk olimpijskich.

## Życiorys
Higuchi wraz z reprezentacją Japonii wystąpił na igrzyskach olimpijskich 1964 odbywających się w Tokio. Nie zagrał wówczas w żadnym meczu olimpijskiego turnieju, a jego zespół po siedmiu zwycięstwach i dwóch porażkach zajął 3. miejsce.
Jest absolwentem Uniwersytetu Hōsei.